# 信亨祚
信 亨祚（しん きょうそ、明昌3年（1192年）- 太宗12年6月23日（1240年7月14日））は、金朝末期からモンゴル帝国初期にかけて活躍した人物。字は光祖。
『元史』には立伝されていないが『遺山先生文集』巻30五翼都総領豪士信公之碑にその事蹟が記され、『新元史』には五翼都総領豪士信公之碑を元にした列伝が記されている。

## 概要
信亨祚は戦国四君の一人の信陵君の子孫を称する一族の出で、先祖の中には南北朝時代に高歓に仕えた信都芳も含まれている。祖父は信懐陽、父は信慶寿、郷里の中でもよく知られた人物であった。金朝の貞祐年間、モンゴル帝国の侵攻によって華北が荒廃すると、郷里の者千人余りを率いて自立し前後3カ月100戦あまりしたものの一度も敗れることがなかった。そのため、敵兵で信亨祚の姓名を聞いた者は恐怖で敗走し、逆に信亨祚に従う者はますます増えていったという。
南宋の将の彭義斌が大名を拠点に華北に進出した時には信亨祚も官賞の授与の見返りに南宋に降るよう誘われているが、信亨祚は彭義斌の活動が失敗に終わるだろうと見抜きこれを断っている。1221年（辛巳）春には東平を拠点としモンゴルの傘下に入って大軍閥を築いた厳実に降り、五翼都総領の地位を授けられた。後に済南の軍が来襲したときには一戦してこれを撃ち破る功績を挙げている。
1222年（壬午）に曹州の守護を命じられた時には任務が終わるまで甲冑を脱がずに過ごしたという。その後、厳実が黄山・恩州を攻略した際には先鋒を務めて「光祖の功多となす」と評されるほど活躍した。彭義斌配下の将である劉慶福を破った時には、功績により同知曹州軍州事・宣武将軍に任じられている。
この後、漢人世侯の勢力圏がおおよそ定まっていったことで戦闘は減っていったが、その中でも徂徠山の司仙の投降を受け容れるなどの功績を残している。その後、病により1240年（庚子）旧暦6月23日に49歳にして自宅で亡くなった。同年9月14日に須城県盧泉郷金谷山に葬られている。